# Cementos Hontoria
El poblado de la fábrica de Cementos Hontoria es una de las tres localidades del municipio de Venta de Baños, que pertenece a la provincia de Palencia (Castilla y León, España). En el presente se encuentra deshabitado.
La fábrica de CEHOSA se comenzó a construir en 1950, entrando en actividad en 1953, con una plantilla de 250 trabajadores y una producción anual de 650.000 Tm. La materia prima la proporcionaban las margas yesíferas del vindovoniense miocénico junto con las calizas pontienses del páramo. La fábrica y la cantera permitieron un producción elevada y, gracias a los mejores sueldos que los de otras industrias de la zona, atrajeron a un abundante personal, del cual a los más cualificados la empresa les entregó viviendas.
La barriada, inaugurada junto con la fábrica, consta con 60 viviendas habitables agrupadas en bloques de pisos, con 3 plantas de altura. La pequeña barriada consta también de 3 casas bajas unifamiliares, un parque infantil, cancha de tenis, bar y economato. Todo ello en 10 calles.
Al ser el terreno perteneciente a la fábrica de cementos de los trabajadores y habitantes, no se podía construir otros edificios tales como tiendas u otros edificios que prestasen servicios a los trabajadores.
Las casas, que al parecer no presentaban ningún desperfecto físico, fueron clausuradas y el barrio abandonado, aunque abierto al público y con electricidad y agua en funcionamiento.
Actualmente el despoblado, cerrado al público en 2011, fue destruido poco después debido a las obras del AVE que pasará por Venta de Baños.